# Сан Биазе
Сан Биа̀зе (на италиански: San Biase) е село и община в Южна Италия, провинция Кампобасо, регион Молизе. Разположено е на 804 m надморска височина. Населението на общината е 209 души (към 2010 г.).